# Samtgemeinde Scharnebeck
La comunità amministrativa di Scharnebeck (Samtgemeinde Scharnebeck) si trova nel circondario di Luneburgo nella Bassa Sassonia, in Germania.

## Suddivisione
Comprende 8 comuni:
1. Artlenburg (comune mercato)
2. Brietlingen
3. Echem
4. Hittbergen
5. Hohnstorf (Elbe)
6. Lüdersburg
7. Rullstorf
8. Scharnebeck

Il capoluogo è Scharnebeck.